# George Baker Selection
George Baker Selection – holenderski zespół muzyki pop, powstały w Zaanstad, istniejący w latach 1967–1977 i 1982–1989 (w latach 1978–1981 oraz od 1990 roku działalność solową prowadził lider występujący pod pseudonimem George Baker).
Założycielem grupy był kompozytor i autor tekstów, obdarzony charakterystycznym głosem Johannes Bouwens (ur. 8 grudnia 1944). W latach 1969–1973 zespół reprezentował rockowe brzmienie, połączone z elementami folku (Little Green Bag, Dear Ann). Od 1974 roku utwory w stylu łagodnego melodyjnego popu (Dreamboat, Una Paloma Blanca, Morning Sky). Zespół sprzedał ponad 20 mln płyt na całym świecie, z czego sam singel z utworem Una Paloma Blanca wydano w ponad 3 mln egzemplarzy. Zakończył działalność w okresie największej popularności w 1977 roku z powodu odejścia wokalistki Lidy Bond. Po reaktywacji w 1982 roku, z nową wokalistką Nelleke Brzoskowsky, nie osiągnął dawnej popularności, regularnie umieszczając jednak utwory na listach przebojów krajów Beneluksu (The Wind, Santa Lucia by Night, Bella Maria). Przeboje grupy doczekały się wielu wykonań (temat Una Paloma Blanca ponad 300 wersji), były także licznie wykorzystywane w przemyśle filmowym. W 1992 Quentin Tarantino wykorzystał temat Little Green Bag na ścieżce dźwiękowej kultowego filmu Wściekłe psy.

## Członkowie zespołu
- Eric Bardoen (saksofon; 1967–1970)

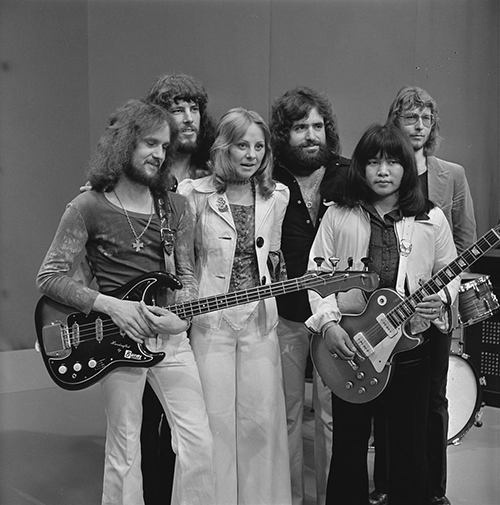

- Elly Bloothoofd (śpiew, gitara basowa; od 1982)
- Lida Bond (śpiew; 1974–1977)
- Hans (Johannes) Bouwens (jako George Baker) (śpiew, gitara, mandolina, flet, fortepian, organy; 1967–1977 i od 1982)
- Nelleke Brzoskowsky (śpiew; od 1982)
- Willy Delano (śpiew; 1977–1982|82)
- Pieter Goeman (organy, fortepian; od 1982)
- Jacques Greuter (śpiew, organy, flet, [fortepian; 1967–1982)
- Jan Hop (perkusja; od 1970)
- Henk Kramer (saksofon; 1967–1970|70)
- Nathalie More (śpiew; 1977–1982)
- Job Netten (gitara; 1967–1970)
- Martin Schoen (gitara basowa; 1974–1982)
- George Thé (śpiew, gitara, gitara basowa; od 1970)
- Cor Veerman (jako Alan Decker) (gitara basowa; 1971–1974)
- Theo Vermast (gitara basowa; 1967–1968)
- Jan Visser (gitara basowa; 1968–1971)
- Ton Vredenburg (perkusja; 1967–1970)